# Сісто Каваллі
Сісто Каваллі (нім. Sisto Cavalli, 29 жовтня 1906 — 9 грудня 1981) — швейцарський футболіст, що грав на позиції нападника. Виступав, зокрема, за клуби «Локарно» «Берн», а також національну збірну Швейцарії.

## Клубна кар'єра
Виступав у складі клубу «Локарно», з яким у 1933 році піднявся у вищий дивізіон. Посеред сезону 1935/35 перейшов у команду «Берн», з якою посів четверте місце в лізі в 1936 році роках>. Також з командою грав у півфіналі Кубка Швейцарії 1936 року. Влітку 1936 року брав участь в Кубку Мітропи. «Берн» зустрічався з італійським клубом «Торіно» і без шансів двічі програв 1:4 і 1:7. Каваллі грав лише у другому матчі. 

## Виступи за збірну
У 1931 році дебютував в офіційних матчах у складі національної збірної Швейцарії в матчі проти Чехословаччини (3:7) в Кубку Центральної Європи з футболу 1931-1932. В тому ж році зіграв в товариській грі проти Австрії (0:2).

## Статистика виступів

### Статистика виступів в чемпіонаті
Виступи у вищому дивізіоні чемпіонату Швейцарії починаючи з сезону 1933/34.
| Сезон                       | Матчі | Голи | Клуб    |
| --------------------------- | ----- | ---- | ------- |
| Чемпіонат Швейцарії 1933/34 | 24    | 8    | Локарно |
| Чемпіонат Швейцарії 1934/35 | 24    | 6    | Локарно |
| Чемпіонат Швейцарії 1935/36 | 7     | 1    | Локарно |
| Чемпіонат Швейцарії 1935/36 | 11    | 4    | Берн    |
| РАЗОМ                       | 67    | 19   |         |

### Статистика виступів у Кубку Мітропи
| №                      | Розіграш               | Стадія                 | Дата та місце проведення | Команда 1              | Рахунок | Команда 2 | Голи |
| ---------------------- | ---------------------- | ---------------------- | ------------------------ | ---------------------- | ------- | --------- | ---- |
| 1                      | 1936                   | кв. раунд              | 14.06.1936 Турин         | Торіно                 | 7:1     | Берн      |      |
| Всього в Кубку Мітропи | Всього в Кубку Мітропи | Всього в Кубку Мітропи | Всього в Кубку Мітропи   | Всього в Кубку Мітропи | 1       |           | 0    |